# مكحول (ناحية)
مكحول هي ناحية في شمال قضاء بيجي شمال محافظة صلاح الدين في وسط شمال جمهورية العراق، ومساحتها 5851 كم وعدد سكان مكحول أكثر من 10000 نسمه وفقاً لإحصاءات الجهاز الإحصاء المركزي المنشور سنة 1985م، تُسمى منطقة مكحول مقاطعة سياج مكحول والرفيع رقم 18. مركز ناحية مكحول هو مقاطعة 86 عين الدبس، وقد اُستحدث الناحية يوم 21 حزيران سنة 1976.

## قرى مكحول

خيم لمهجرين في صحراء ناحية مكحول يوم 19 شباط 2022

في ناحية مكحول عدة قرى، منها: أم الذيابة والمسيليلة وصبيح البدو وصبيح البكارة وبكة، وفي 14 شباط سنة 2022، أعلن الحشد الشعبي عن عملية أمنية ذُكر في بيان الحشد أن هدفها تفويت الفرصة على العناصر الإرهابية في اتخاذ مناطق محافظة صلاح الدين ملاذا لها، فسبب ذلك تهجير 420 عائلة من قراهم في ناحية مكحول إلى نواحٍ صحراوية مسافة 4 كيلومترات عن مناطقهم، وقال أهالي تلك القرى، وهم من أهل السنة، إن قيادة العمليات المشتركة في محافظة صلاح الدين أمرتهم بالخروج من قراهم يوم الثلاثاء 15 شباط سنة 2022، بحجة وجود مخاطر أمنية وأن تلك القرى وراء خط الصدّ، والمقصود بالخط مواضع سيطرة القوات الأمنية العراقية ومراقبتها المتاخمة لجبال مكحول الوعرة التي يُذكر أن تنظيم الدولة الإسلامية (داعش) يتحصّن فيها. وقال رسول جاسم، مديرُ ناحية مكحول إن عدد العوائل المهجرة ضمن ناحية مكحول بين 300 و400 عائلة، وإن أماكن تهجيرهم بعيدة عن مركز مكحول بمسافة 10 كيلومترات إلى 15 كيلومتراً، وإن المخطط له إرجاع تلك العوائل المهجّرة إلى قراهم بعد أربعة أشهر أو أقلّ.